# Thor et les Légendes du Valhalla
Pour plus de détails, voir Fiche technique et Distribution.
Thor et les Légendes du Valhalla (islandais : Hetjur Valhallar - Þór) est un long métrage d'animation coproduit par l'Islande, le Royaume-Uni et l'Allemagne, réalisé par Óskar Jónasson, Toby Genkel et Gunnar Karlsson, et sorti au cinéma en 2011. C'est un dessin animé en images de synthèse et en relief dont l'intrigue, épique et humoristique, s'inspire librement de la mythologie nordique, avec pour personnage principal le dieu Thor.

## Synopsis
Élevé parmi les mortels, le jeune Thor est en théorie une garantie de paix pour son village, dont les habitants sont persuadés que les géants n'attaqueront jamais l'endroit où réside un fils d'Odin. Mais les géants attaquent bel et bien et capturent les amis de Thor, qu'ils emmènent chez Hel, déesse des morts. Laissé en arrière, Thor est déterminé à délivrer ses amis. Lorsqu'un marteau magique doué de conscience, l'Écraseur, tombe du ciel dans sa chaumière, Thor peut entreprendre sa quête.

## Fiche technique
- Tire : Thor et les Légendes du Valhalla
- Titre original : Hetjur Valhallar - Þór
- Titre anglais : Legends of Valhalla: Thor
- Réalisation : Óskar Jónasson, Toby Genkel et Gunnar Karlsson
- Scénario : Friðrik Erlingsson, Toby Genkel (travail complémentaire), Óskar Jónasson (travail complémentaire)
- Musique originale : Stephen McKeon
- Montage : Elísabet Ronaldsdóttir
- Distribution des rôles : Moe Honan
- Création des décors : Gunnar Karlsson
- Direction artistique : Tómas Þorbjörn Ómarsson
- Sociétés de production : CAOZ, Ulysses Filmproduktion et Magma Films
- Distribution : Global Screen (mondial, sorties en salles)
- Pays :  Islande,  Irlande et  Allemagne
- Langue : islandais, anglais, allemand
- Format : 2, 35:1
- Dates de sortie :
  -  Islande : 14 octobre 2011
  -  Belgique : 20 juin 2012

## Distribution
- Justin Gregg : Thor
- Paul Tylak : l'Écraseur (le marteau de Thor)
- Nicola Coughlan : Edda
- Liz Lloyd : Hel
- Alan Stanford : Odin
- Emmett Scanlan : Sindri
- J. Drew Lucas : Thrym
- Mary Murray : Freyja
- Lesa Thurman : la mère de Thor
- Gary Hetzler : le grand-père
- Hillary Kavanagh : la Vieillesse

## Production
Le projet est lancé fin 2004. Le film est coproduit par le studio d'animation islandais CAOZ, le studio irlandais Magma Films et sa filiale allemande Ulysses Filmproduktion. La production est répartie entre Reykjavik, Hambourg et Galway. Le budget final du film s'élève à environ 12 millions de Euros, ce qui en fait le film islandais le plus cher jamais produit.

## Box office
À sa sortie en Corée du Sud le 18 mars 2012, le film fait un excellent démarrage : il est vu par 200 000 personnes lors du premier week-end et prend la quatrième place au box-office avec 1 600 000 dollars de recettes.

## Distinctions
En 2012, le film remporte deux Edda Awards en Islande : celui du Meilleur montage et celui des Meilleurs décors, et figure parmi les finalistes pour quatre autres Edda (Meilleur réalisateur, Meilleure musique, Meilleur scénario, Meilleur son). La même année, il figure parmi les films finalistes aux Irish Film and Television Awards (en Irlande) pour le prix de la Meilleure bande originale.

## Éditions en vidéo
Le film a été édité en DVD de région 1 (États-Unis et Canada) sous le titre Thor, Legend of the Magical Hammer en mars 2013.